# کوئسفلد (ناحیه)
کوئسفلد (به آلمانی: Kreis Coesfeld) یک ناحیه در آلمان است که در مونستر واقع شده‌است. کوئسفلد ۲۱۷٬۶۳۲ نفر جمعیت دارد.